# Brahmapuri
Brahmapuri là một thành phố và là nơi đặt hội đồng đô thị (municipal council) của quận Chandrapur thuộc bang Maharashtra, Ấn Độ.

## Địa lý
Brahmapuri có vị trí 17°33′B 75°34′Đ / 17,55°B 75,57°Đ Nó có độ cao trung bình là 448 mét (1469 foot).

## Nhân khẩu
Theo điều tra dân số năm 2001 của Ấn Độ, Brahmapuri có dân số 31.200 người. Phái nam chiếm 51% tổng số dân và phái nữ chiếm 49%. Brahmapuri có tỷ lệ 76% biết đọc biết viết, cao hơn tỷ lệ trung bình toàn quốc là 59,5%: tỷ lệ cho phái nam là 82%, và tỷ lệ cho phái nữ là 69%. Tại Brahmapuri, 12% dân số nhỏ hơn 6 tuổi.